# Nocterra
Nocterra — серия комиксов, которую в 2021—2022 годах издавала компания Image Comics.

## Синопсис
Действие происходит в постапокалиптическом мире, в котором нет солнца, и мир погружён во тьму. Всё, что в неё попадает, превращается в мутировавшие тени. Гас и его внучка Бейли обращаются к Валентине «Вэл» Риггс, которая занимается транспортировками между городами. Та берёт в путешествие своего брата Эмори, заразившегося инфекцией, а затем герои узнают, что их преследует некий Блэктоп Билл, который хочет помешать им.

## Отзывы
На сайте-агрегаторе рецензий Comic Book Roundup серия имеет оценку 8,8 из 10 на основе 140 отзывов. Генри Варона из Comic Book Resources в обзоре на первое коллекционное издание весьма положительно отозвался о работе художников. Расс Берлингейм из ComicBook.com дал первому выпуску 4 балла с половиной из 5 и отметил, что в большинстве произведениях о постапокалипсисе «многие термины поначалу кажутся странными, что может оттолкнуть от чтения», но подчеркнул, что в этом комиксе они схожи с понятиями из франшизы «Ходячие мертвецы». Ронни Горэм из AIPT поставил дебюту оценку 9 из 10 и одним из плюсов назвал «хорошую предысторию главного героя».